# Wola Siennicka
Wola Siennicka – wieś w Polsce położona w województwie lubelskim, w powiecie krasnostawskim, w gminie Siennica Różana.
W latach 1975–1998 miejscowość administracyjnie należała do województwa chełmskiego.
Obok miejscowości przepływa niewielka rzeka Siennica, dopływ Wieprza. 
Wieś stanowi sołectwo gminy Siennica Różana. Według Narodowego Spisu Powszechnego (III 2011 r.) wieś liczyła 362 mieszkańców.
Przez wieś przebiega droga wojewódzka nr 843.
Wierni Kościoła rzymskokatolickiego należą do parafii Wniebowzięcia Najświętszej Maryi Panny w Siennicy Różanej.